# Whartons muskaatduif
De Whartons muskaatduif (Ducula whartoni) is een vogel uit de familie der Columbidae (Duiven en tortelduiven). De vogel is genoemd naar de Britse admiraal William Wharton (1843-1905).

## Verspreiding en leefgebied
Deze soort is endemisch op het Christmaseiland, ten zuiden van Java.

## Status
De grootte van de populatie is in 2021 geschat op 50 duizend volwassen vogels. Op de Rode lijst van de IUCN heeft deze soort de status niet bedreigd.